# 東京静脈
『東京静脈』（とうきょうじょうみゃく,TOKYO VEIN ）は、2003年の六本木ヒルズのオープニングイベント「世界都市展」で初公開された映像作品。都心を流れる神田川からの視点で東京を見つめる短編映画で、3面スクリーンによる上映。上映時間11分。
監督は野田真外。音楽は川井憲次。監修は押井守。
世界都市展では、同じく押井守監修作品『東京スキャナー』（松宏彰監督）が併映されていた。
同展終了後は、六本木ヒルズ内にてDVDが販売された。
2006年には、同作品の撮影時に逆ルートで撮影しておいた素材を使用した『東京静脈R』が制作、ネット配信された。
上映時間20分51秒。新たに録音された音楽はまついえつこによるもの。

## スタッフ
- 監督 野田真外
- 企画製作　矢部俊男
- 制作 グラナーテ
- 音楽 川井憲次
- 監修　押井守